# گرداختر
گِرداَختَر یا دیسکواستر (انگلیسی: Discoaster) یک سردهٔ منقرض‌شده از جلبک‌های دریایی ستاره‌ای‌شکل است که اسکلت بیرونی آهکی آن‌ها قطری بین ۵ تا ۴۰ میکرون دارد و به‌صورت نانوفسیل‌ها در نهشته‌های اعماق گرمسیری اقیانوس در دورهٔ نئوژن به‌وفور یافت می‌شود. گرداختر به بندگیاهان تعلق دارد. حدود ۱۰۰ گونه از این جلبک‌ها شناسایی شده‌اند.
واژه دیسکواستر از ترکیب دو بخش لاتین و یونانی ساخته شده است:
Disc- ← از واژهٔ لاتین discus به‌معنای «دیسک» یا «قرص» یا گِرد، که به شکل تخت و دیسکی این فسیل‌ها اشاره دارد.
-aster ← از واژهٔ یونانی aster (ἀστήρ) به‌معنای «ستاره»، که به ساختار ستاره‌مانند و شعاعی آن‌ها اشاره دارد.

## اهمیت زیست‌چینه‌شناختی
کمیسیون بین‌المللی چینه‌شناسی (ICS) انقراض گونهٔ Discoaster brouweri را به‌عنوان نشانهٔ زیستی تعیین‌کننده آغاز دورهٔ کالابرین در پلیستوسن، در حدود ۱٫۸۰۶ میلیون سال پیش تعریف کرده است. ICS همچنین انقراض گرداختر پنج‌پرتو (Discoaster pentaradiatus) و گرداختر شاخه‌مانند (Discoaster surculus) را به‌عنوان نشانگر زیستی آغاز گلاسین، یعنی نخستین مرحلهٔ پلیستوسن در ۲٫۵۸۸ میلیون سال پیش در نظر گرفته است. افزون بر این، ICS انقراض گرداختر کوگلر (Discoaster kugleri) را به‌عنوان نشانگر آغاز تورتونین در میوسن، در ۱۱٫۶۲ میلیون سال پیش تعریف کرده است.

## گونه‌ها
برخی از گونه‌های این سرده عبارت‌اند از:
| گونه             | مرجع                      |
| ---------------- | ------------------------- |
| D. asymmetricus  | گارتنر                    |
| D. bellus        | بوکری و پرسیوال           |
| D. berggrenii    | بوکری                     |
| D. bollii        | مارتینی و براملت          |
| D. brouweri      | براملت و ریدل             |
| D. calcaris      | گارتنر                    |
| D. exilis        | مارتینی و براملت          |
| D. hamatus       | مارتینی و براملت          |
| D. intercalaris  | بوکری                     |
| D. kugleri       | مارتینی و براملت (۱۹۶۳)   |
| D. loeblichii    | بوکری                     |
| D. neohamatus    | بوکری و براملت            |
| D. neorectus     | بوکری                     |
| D. pentaradiatus | (Tan, 1931) براملت و ریدل |
| D. quintatus     | گارتنر                    |
| D. surculus      | مارتینی و براملت          |
| D. toralus       | الیس، لوهمن، و ری         |
| D. triradiatus   | Tan (1931)                |
| D. variabilis    | مارتینی و براملت          |
| D. arneyi        | —                         |